# Wallern im Burgenland
Wallern im Burgenland is een gemeente in de Oostenrijkse deelstaat Burgenland, gelegen in het district Neusiedl am See (ND). De gemeente heeft ongeveer 2000 inwoners.

## Geografie
Wallern im Burgenland heeft een oppervlakte van 33,9 km². Het ligt in het uiterste oosten van het land.
Wallern im Burgenland lijkt wat betreft bouwstijl en agglomeratie erg veel op de omliggende gemeenten in de Seewinkel. Praktisch alle huizen hebben typische staken-waterputten en rieten schuilhutten. Wallern im Burgenland heeft wel een eigen karakter, dat sterk door Hongarije is beïnvloed, waardoor menigeen zich meer in Oost-Europa dan in Oostenrijk waant.
Andau · Apetlon · Bruckneudorf · Deutsch Jahrndorf · Edelstal · Frauenkirchen · Gattendorf · Gols · Halbturn · Illmitz · Jois · Kittsee · Mönchhof · Neudorf bei Parndorf · Neusiedl am See · Nickelsdorf · Pama · Pamhagen · Parndorf · Podersdorf am See · Potzneusiedl · Sankt Andrä am Zicksee · Tadten · Wallern im Burgenland · Weiden am See · Winden am See · Zurndorf
- Gemeinsame Normdatei: 2172521-4
- Virtual International Authority File: 143954057
- WorldCat: E39PBJv4jBQX3MYJ3dfHTxYQMP